# Флаг Ладакха
Флаг Ладакха — исторический флаг области Ладакх, союзной территории в Северной Индии, близко родственной Тибету по культуре и языку. Этот флаг не имеет официального статуса, но ассоциируется жителями Ладакха с национальной идентичностью и периодически используется в этом качестве политическими партиями и движениями.
Флаг представляет собой зелёное полотнище с жёлтой окантовкой по трём сторонам. По центру полотнища — трёхчастный буддийский символ, составленный из (снизу вверх) полумесяца с рогами, направленными вверх, диска солнца и ромбовидного символа над ним.